# Microperoryctes ornata
Microperoryctes ornata — вид сумчастих ссавців із родини бандикутових.

## Морфологічна характеристика
Довжина тулуба й голови 239—303 мм, довжина хвоста 161—258 мм, вага 350—670 грамів. Має помітну чорну спинну смугу, парні бічні смуги на крупі, а іноді й темні смуги на мордочці.

## Поширення
Поширений від гір Стар у центральній Новій Гвінеї вздовж сходу Центральних Кордильєр до гори Сімпсон (крайній південний схід Папуа). Вид населяє тропічний ліс і моховий ліс на висотах ≈ 1400–2600 метрів.

## Спосіб життя
M. ornata робить гнізда серед коренів у основі дерева. Переважно комахоїдний, але споживає також і фрукти.